# Campagna di Romania
La campagna di Romania è stata una campagna del fronte dei Balcani durante la prima guerra mondiale, che vide a confronto il Regno di Romania e l'Impero russo da un lato, e gli Imperi centrali dall'altro.

## Premesse
Il Regno di Romania era dominato dai sovrani della dinastia Hohenzollern fin dal 1866. Il re di Romania, Carlo I di Hohenzollern, aveva siglato un trattato segreto con la Triplice Alleanza nel 1883 che prevedeva che la Romania entrasse in guerra solo nel caso in cui l'Impero austro-ungarico fosse stato attaccato. Sebbene Carlo volesse entrare nel primo conflitto mondiale come alleato delle Potenze centrali, l'opinione pubblica ed i partiti politici romeni erano a favore dell'alleanza con la Triplice intesa. La Romania rimase neutrale allo scoppio delle ostilità, sostenendo che l'Austria-Ungheria aveva iniziato il conflitto, e che di conseguenza la Romania non aveva alcun obbligo formale ad intervenire.
Allo scopo di entrare in guerra a fianco degli Alleati, il regno di Romania chiese il riconoscimento dei propri diritti sul territorio della Transilvania, dominato dall'Austria-Ungheria fin dal XVII secolo, sebbene i romeni fossero la maggioranza della popolazione. Il problema principale incontrato durante i negoziati fu evitare di trovarsi a combattere su due fronti: uno in Dobrugia contro il Regno di Bulgaria ed uno in Transilvania, e di ottenere il riconoscimento scritto delle conquiste territoriali effettuate durante il conflitto. A questo scopo, era necessario ottenere le seguenti garanzie: una clausola che evitasse la possibilità di pace separata, status uguale agli altri alleati alla conferenza di pace, assistenza da parte russa contro la Bulgaria, un'offensiva Alleata contro quest'ultima, e l'invio regolare di rifornimenti da parte Alleata.
Il patto militare sottoscritto statuì che la Francia ed il Regno Unito avrebbero iniziato un'offensiva contro la Bulgaria e l'Impero ottomano entro agosto, che la Russia avrebbe inviato truppe in Dobrugia e che l'esercito romeno non sarebbe stato subordinato a quello russo. Gli Alleati avrebbero infine inviato 300 tonnellate di rifornimenti al giorno. Durante la guerra, la maggior parte di queste clausole non furono rispettate.
Gli Alleati accettarono i termini dell'accordo alla fine dell'estate del 1916 con il trattato di Bucarest; secondo alcune fonti, se la Romania fosse entrata in guerra prima dell'offensiva Brusilov, la Russia non sarebbe stata sconfitta. Secondo alcuni storici militari americani, la Russia differì l'approvazione delle richieste romene perché preoccupata dalla possibile rivendicazione della Bessarabia, territorio a maggioranza romena e sotto il controllo russo.
Nel 1915 il tenente colonnello Christopher Thomson, un ufficiale che parlava fluentemente il francese, fu inviato a Bucarest in qualità di addetto militare inglese, con il compito di assistere Horatio Herbert Kitchener nel tentativo di portare la Romania in guerra. Tuttavia, una volta sul posto, Thomson maturò rapidamente il convincimento che una Romania male armata ed impegnata su due fronti contro Austria-Ungheria e Bulgaria sarebbe stata un impedimento, più che un vantaggio per gli Alleati. Tale opinione fu tuttavia accantonata da parte di Whitehall, e quindi egli firmò un accordo militare con la Romania il 13 agosto 1916. Entro la fine del 1916 egli dovette alleviare le conseguenze delle disfatte romene, e si occupò della distruzione dei pozzi petroliferi romeni, in modo che non potessero essere sfruttati dai tedeschi.

## L'entrata in guerra
Il governo romeno firmò un trattato con gli Alleati il 17 agosto 1916 e dichiarò guerra agli Imperi centrali dieci giorni dopo. L'esercito romeno era costituito da un numero piuttosto elevato di effettivi, oltre 500 000 uomini distribuiti in 23 Divisioni. Tuttavia, gli ufficiali avevano un insufficiente addestramento e le truppe erano scarsamente equipaggiate; più della metà degli effettivi avevano seguito solo un addestramento basico. Nel frattempo, il capo di Stato Maggiore tedesco, generale Erich von Falkenhayn aveva correttamente assunto che la Romania avrebbe preso le parti degli Alleati ed aveva approntato dei piani per affrontarla. Grazie alla rapida conquista del Regno di Serbia, alle inefficaci operazioni Alleate nei confronti del Regno di Grecia, ed avendo interessi territoriali in Dobrugia, l'esercito bulgaro e quello ottomano avevano tutto l'interesse ad affrontare i romeni.
L'alto comando tedesco era seriamente preoccupato riguardo alla probabile entrata della Romania nel conflitto. Paul von Hindenburg scrisse:

## Le azioni di guerra

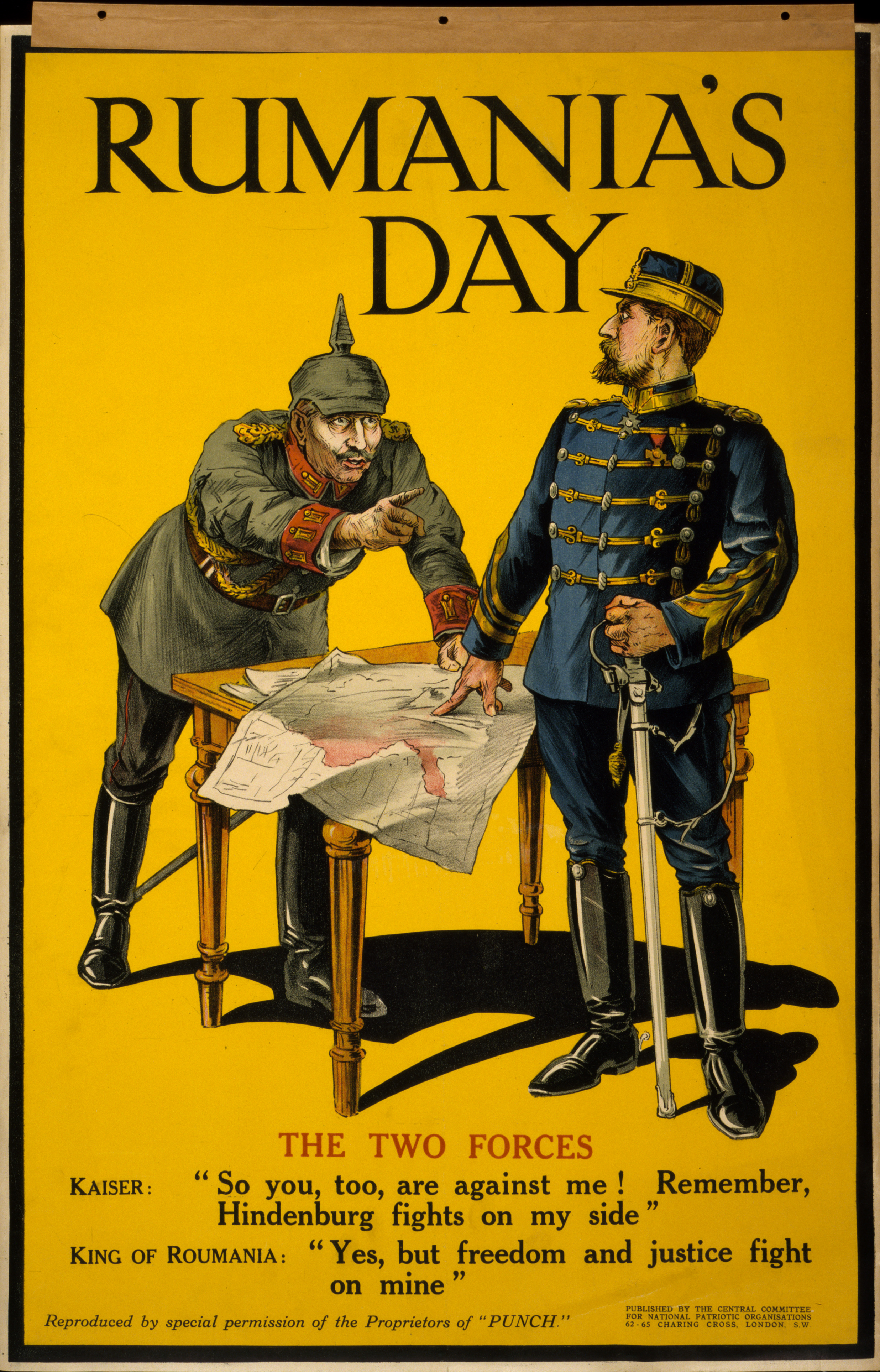
Poster inglese, che dà il benvenuto alla decisione della Romania di unirsi all'Intesa

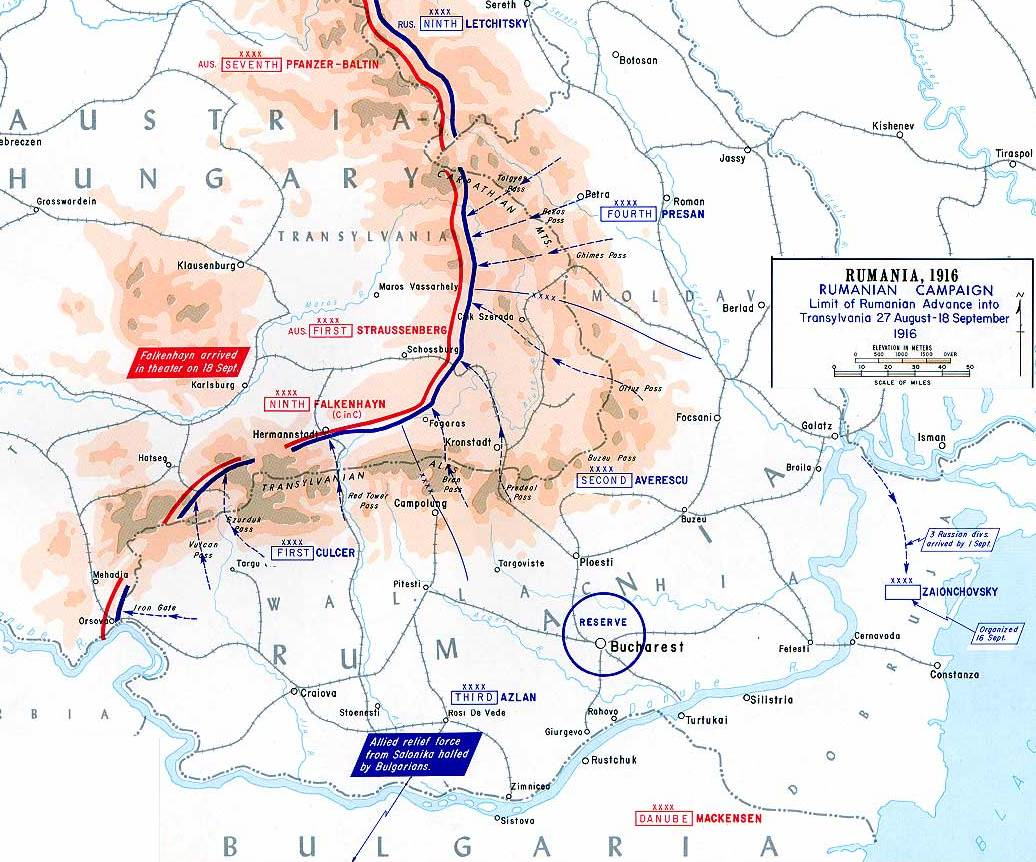
L'invasione dell'Austria-Ungheria da parte della Romania, agosto 1916

La notte del 27 agosto tre armate romene (Prima, Seconda ed Armata del Nord) si dispiegarono secondo i piani (l'ipotesi "Z"), attraversarono i Carpazi ed entrarono in Transilvania. Inizialmente gli attaccanti incontrarono la sola opposizione della 1ª Armata austro-ungarica, la quale fu spinta all'indietro verso l'Ungheria. In un periodo di tempo relativamente breve, le città di Brașov, Făgăraș e Miercurea Ciuc furono catturate e venne raggiunta la periferia di Sibiu. Nelle aree abitate da romeni, le truppe attaccanti furono caldamente accolte dalla popolazione, che fornì loro aiuti considerevoli sotto forma di rifornimenti, rifugio e orientamento. Comunque, la rapida avanzata romena allarmò le Potenze Centrali, e cospicue forze tedesche cominciarono a giungere sul posto. Gli austro-ungarici inviarono a loro volta quattro divisioni a rinforzo delle proprie linee, ed entro la metà di settembre l'offensiva fu arrestata. I russi inviarono tre proprie divisioni in appoggio alle operazioni nella Romania settentrionale, ma scarsi rifornimenti.
Mentre l'esercito romeno avanzava in Transilvania, il generale August von Mackensen lanciò il primo contrattacco, guidando una forza multinazionale composta dalla 3ª Armata bulgara, una brigata tedesca e due divisioni del VI Corpo d'armata ottomano, che giunsero in Dobrugia dopo l'inizio dei primi scontri. Questa forza attaccò a nord della Bulgaria a partire dal 1º settembre, mantenendosi sul lato sud del Danubio e dirigendosi verso Costanza. La guarnigione romena di Turtucaia, accerchiata da truppe bulgare e da una colonna di truppe tedesche, si arrese il 6 settembre (vedi: Battaglia di Turtucaia). La 3ª Armata romena eseguì ulteriori tentativi di resistere all'avanzata nemica a Silistra, Bazargic, Amzacea e Topraisar, ma dovette ritirarsi sotto la pressione di superiori forze nemiche. Il successo di Mackensen fu favorito dal fatto che gli Alleati non poterono assolvere agli obblighi assunti con la convenzione militare, in virtù della quale avrebbero dovuto allestire un'offensiva sul fronte macedone, e che i russi schierarono un numero insufficiente di truppe sul fronte romeno meridionale.
Il 15 settembre, il Consiglio di Guerra romeno decise di sospendere l'offensiva in Transilvania e di dedicarsi invece alla distruzione dell'armata di Mackensen. Il piano (la cosiddetta offensiva Flămânda) era di attaccare le retrovie delle Potenze Centrali attraversando il Danubio a Flămânda, mentre le forze romene e russe poste sul fronte avrebbero dovuto lanciare un'offensiva in direzione sud verso Cobadin e Kurtbunar. Il 1º ottobre, due divisioni romene attraversarono il Danubio a Flămânda e crearono una testa di ponte larga 14 chilometri e profonda 4. Lo stesso giorno, le divisioni romene e russe attaccarono sul fronte della Dobrugia, ma con poco successo. Tale fallimento, insieme ad una forte tempesta nella notte tra il 1° ed il 2 ottobre, la quale danneggiò fortemente il ponte di barche, persuase il generale Alexandru Averescu a cancellare l'intera operazione. Questa decisione avrebbe avuto serie conseguenza sul prosieguo della campagna.
I rinforzi russi, comandati dal generale Andrej Zajončkovskij riuscirono a fermare l'armata di Mackensen prima che questa potesse tagliare la linea ferroviaria che collegava Costanza con Bucarest. I combattimenti furono furiosi, e videro attacchi e contrattacchi da ambo le parti fino al 23 settembre.

## La controffensiva delle Potenze Centrali (settembre–dicembre 1916)

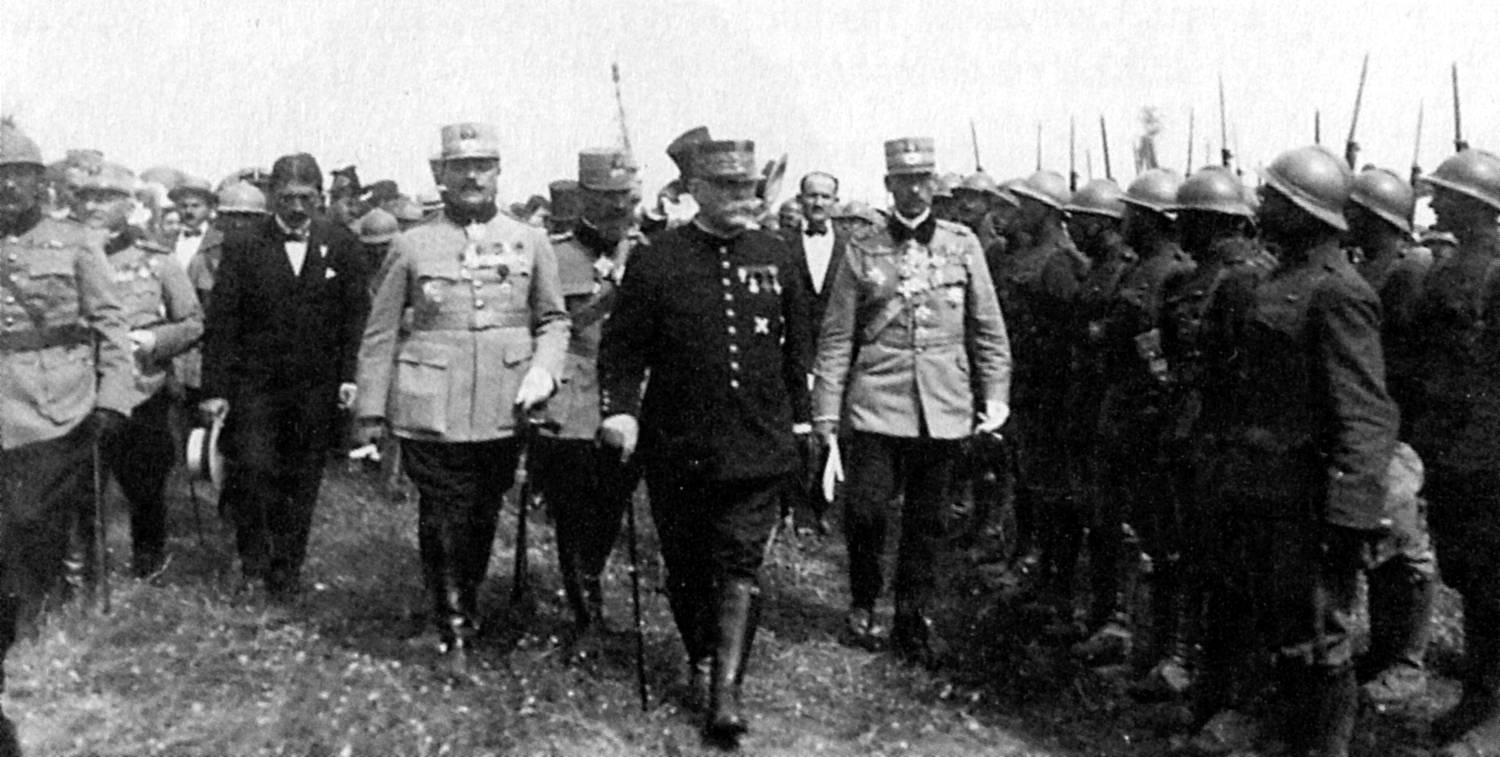
Il Maresciallo di Francia Joffre passa in rivista le truppe romene

Il comando generale passò a Falkenhayn (recentemente rimosso dall'incarico di capo di Stato Maggiore tedesco) che iniziò il proprio contrattacco il 18 settembre. Il primo attacco fu portato contro la 1ª Armata romena nei pressi della città di Hațeg, e fermò l'avanzata dell'intero schieramento avversario. Otto giorni dopo, due divisioni di truppe da montagna riuscirono quasi a tagliare fuori una colonna romena che avanzava nei pressi di Nagyszeben (l'odierna Sibiu). Sconfitti, i romeni si ritirarono sulle montagne e le truppe tedesche catturarono il passo di Turnu Roșu. Il 4 ottobre, la 2ª Armata romena attaccò gli austro-ungarici a Brassó (l'odierna Brașov) ma fu respinta e costretta alla ritirata dal successivo contrattacco avversario. La 4ª Armata romena, operante nel nord del paese, si ritirò senza subire pressioni eccessive da parte degli austro-ungarici, e di conseguenza tutte le truppe romene rientrarono nei propri confini entro il 25 ottobre.

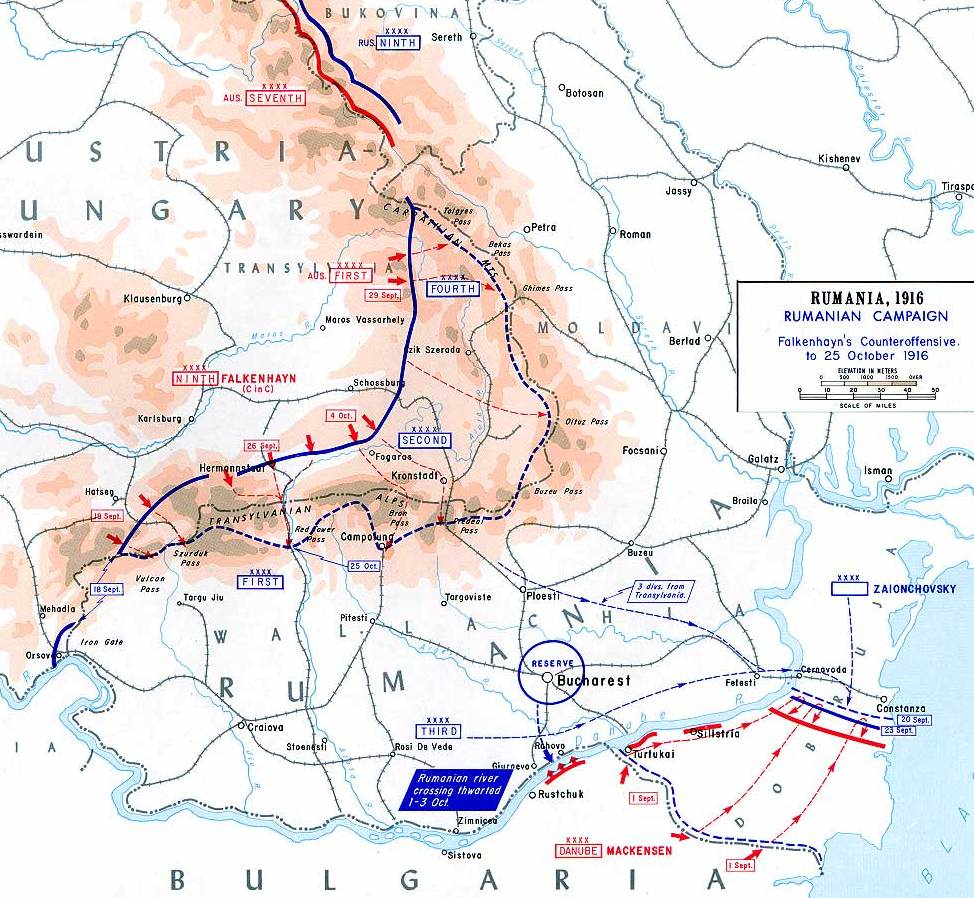
Il contrattacco delle Potenze Centrali, settembre-ottobre 1916

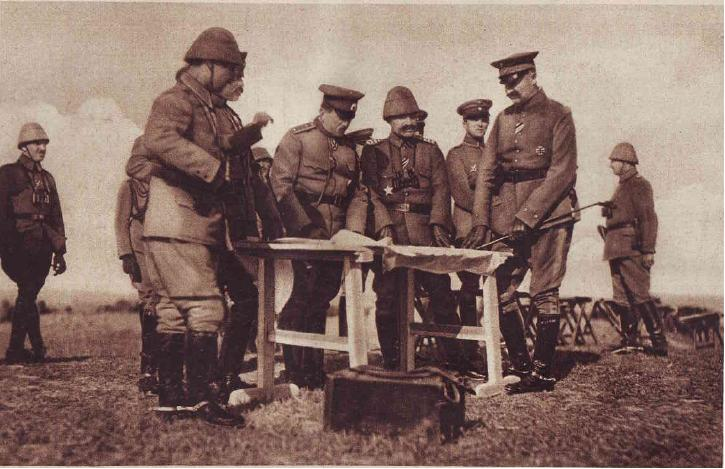
Il generale Toshev e il comande delle truppe turche Hilmi Pașa osservano i combattimenti nei pressi di Medgidia

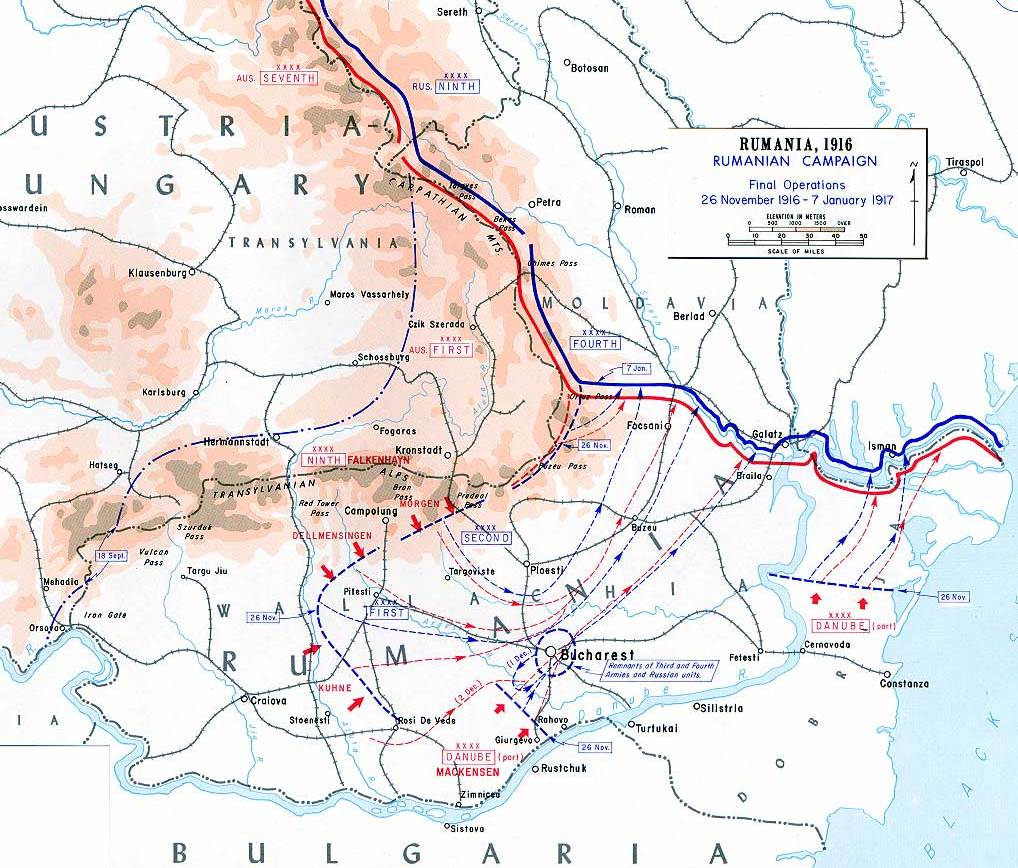
Operazioni in Romania, da novembre 1916 a gennaio 1917

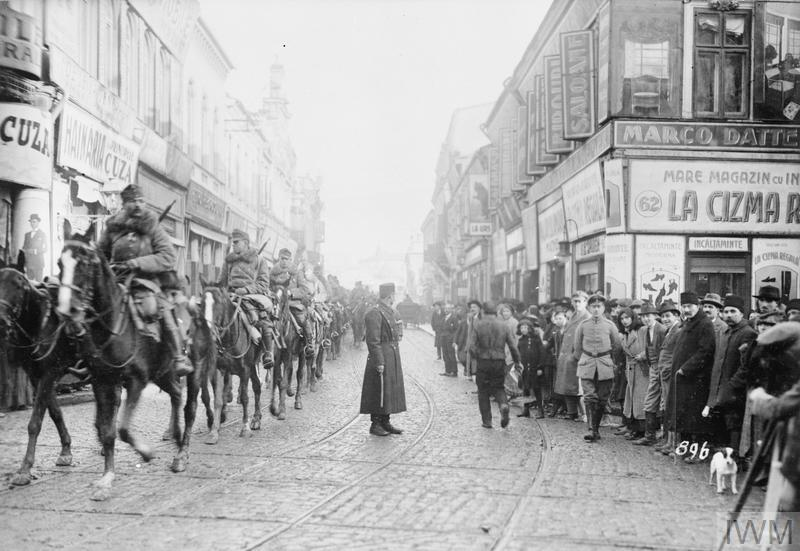
La cavalleria di Erich von Falkenhayn entra a Bucarest il 6 dicembre 1916

Tornato sulla costa, il generale Mackensen lanciò una nuova offensiva il 20 ottobre, dopo un mese di accurati preparativi, e le sue truppe sconfissero lo schieramento russo-romeno comandato da Zajončkovskij. Romeni e russi furono costretti a ritirarsi nei pressi di Costanza (occupata dalle Potenze Centrali il 22 ottobre). Dopo la caduta di Cernavodă, la difesa della parte di Dobrugia ancora non occupata fu demandata ai soli russi, che furono gradualmente respinti verso le paludi del delta del Danubio. L'esercito russo era demoralizzato e quasi privo di rifornimenti. Mackensen si sentì libero di ritirare in segreto metà delle sue forze verso la città bulgara di Svištov la quale gli consentiva di mantenere d'occhio il guado del Danubio.
Le forze di Erich von Falkenhayn effettuarono diversi attacchi di prova contro i passi di montagna tenuti dall'esercito rumeno per verificare se vi fossero punti deboli nelle difese avversarie. Dopo diverse settimane, egli concentrò le sue truppe migliori (i reparti d'élite Alpen Korps) a sud per effettuare un attacco contro il passo Vulcan, cosa che avvenne il 10 novembre. All'attacco partecipò anche il futuro Maresciallo di Campo Erwin Rommel, allora un giovane tenente. L'11 novembre, Rommel guidò una compagnia da montagna del Württemberg alla conquista del Monte Lescului. L'offensiva spinse all'indietro i difensori romeni, che lasciarono le montagne e si ritirarono in pianura entro il 26 novembre. Le montagne erano già coperte di neve, e presto le operazioni sarebbero state rese impossibili dall'arrivo dell'inverno. Ulteriori avanzate in altri settori montagnosi, effettuate da parti della 9ª Armata di Falkenhayn ridussero allo stremo l'esercito rumeno, la cui situazione in termini di rifornimenti stava diventando critica.
Il 23 novembre, le truppe migliori di Mackensen attraversarono il Danubio in due punti nei pressi di Svištov. Questo attacco colse i romeni di sorpresa, e le forze di Mackensen poterono avanzare rapidamente verso Bucarest, incontrando debole resistenza. L'attacco di Mackensen minacciava di tagliare fuori metà dell'esercito romeno per cui il comandante supremo, generale Prezan, tentò un disperato contrattacco ai danni delle truppe di Mackensen. Il piano era ardito, prevedendo l'uso di tutte le riserve dell'esercito romeno, ma aveva bisogno della cooperazione delle divisioni russe per contenere l'offensiva di Mackensen mentre le riserve romene si incuneavano nella breccia tra Mackensen e Falkenhayn. Comunque, l'esercito russo non aderì al piano e non supportò l'attacco.
Il 1º dicembre, l'esercito romeno lanciò la propria offensiva. Mackensen fu abile nel manovrare le proprie forze per affrontare l'improvviso attacco, e le truppe di Falkenhayn contrattaccarono punto su punto. Entro tre giorni, l'attacco romeno era stato vanificato, causando una ritirata generale. La corte ed il governo romeno ripararono a Iași. Bucarest fu conquistata il 6 dicembre dalla cavalleria di Falkenhayn. Solo le piogge insistenti e le strade impraticabili salvarono i resti dell'esercito romeno; più di 150 000 soldati furono catturati dai tedeschi.
I russi furono costretti ad inviare diverse divisioni sul confine per prevenire l'invasione della Russia meridionale. L'esercito austro-ungarico, dopo diversi scontri, si attestò sulle proprie posizioni entro la metà di gennaio 1917. L'esercito romeno combatteva ancora, ma metà della Romania era sotto l'occupazione tedesca.
Le perdite romene assommarono a circa 250 000 (prigionieri inclusi), mentre quelle tedesche, austriache, bulgare ed ottomane si aggirarono intorno ai 60 000 uomini.

## La campagna del 1917
I combattimenti continuarono nel 1917, quando la Romania nordorientale rimase indipendente a causa della cosiddetta strategia a triangolo, secondo la quale la 4ª Armata (sfuggita alla distruzione grazie alle condizioni meteo di cui sopra) rimase sulle montagne della Moldavia a protezione di Iași nei confronti delle ripetute offensive tedesche. Furono effettuati numerosi tentativi per ricostruire l'esercito romeno fortemente indebolito. Ferdinando I di Romania ed il governo romeno insistettero per effettuarli in Moldavia e non in Ucraina, come suggerito dai russi. Francia e Regno Unito offrirono un supporto significativo: 150 000 fucili, 2 000 mitragliatrici, 1 300 000 granate e 355 pezzi di artiglieria arrivarono da occidente, ed una missione militare francese, forte di 1 600 uomini e comandata dal generale Henri Mathias Berthelot, soprannominato "taica Bertălău" dai romeni, supervisionò il processo ed aiutò a riaddestrare le truppe romene. Entro la tarda primavera, gli effettivi dell'esercito romeno salirono a 400 000 uomini, organizzati in 15 divisioni di fanteria e 2 di cavalleria, a loro volta suddivise in due armate e 5 corpi d'armata. L'aviazione romena fu organizzata in 12 squadriglie. La presenza russa sul fronte romeno ammontava a 1 000 000 di uomini.
Nel maggio 1917, le forze russo-romene passarono all'attacco per supportare l'offensiva Kerenskij. La performance dell'esercito romeno migliorò fortemente in questo periodo. Dopo essere riusciti a spezzare il fronte austro-ungarico durante la Battaglia di Mărăști, russi e romeni dovettero arrestare la propria avanzata a causa dell'esito disastroso dell'offensiva Kerenskij. Mackensen a questo punto lanciò un contrattacco a Mărășești, e nello stesso tempo le forze tedesche furono sconfitte nella terza battaglia di Oituz. Tutte insieme, queste operazioni rappresentarono un importante successo per la Romania, dato che i territori non occupati rimasero liberi.
Quando i bolscevichi conquistarono il potere in Russia e firmarono il trattato di Brest-Litovsk, la Romania rimase isolata e circondata dalle Potenze Centrali e non ebbe altra scelta che negoziare un armistizio, che fu firmato il 9 dicembre 1917 a Focșani.

## Conseguenze

### Trattato di Bucarest
Il 7 maggio 1918, ed alla luce della corrente situazione politico-militare, la Romania fu costretta a concludere il trattato di Bucarest con le Potenze centrali.
I tedeschi riuscirono a riparare i giacimenti petroliferi intorno a Ploiești ed entro la fine della guerra estrassero un milione di tonnellate di petrolio. Inoltre, requisirono due milioni di tonnellate di grano ai contadini romeni. Queste risorse furono vitali nel mantenere la Germania in guerra fino alla fine del 1918.

### La Romania rientra in guerra, novembre 1918
Dopo la vittoriosa offensiva sul fronte di Salonicco, che mise la Bulgaria fuori dal conflitto, la Romania rientrò in guerra il 10 novembre 1918, il giorno prima della cessazione delle ostilità sul fronte occidentale.
Il 28 novembre 1918, i rappresentanti romeni della Bucovina votarono l'annessione al regno di Romania, atto seguito dalla proclamazione dell'unione della Transilvania alla Romania, avvenuta il 1º dicembre 1918 ad Alba Iulia. I rappresentanti dei Sassoni della Transilvania approvarono l'atto il 15 dicembre durante un'assemblea tenutasi a Mediaș. Una riunione simile fu organizzata dalla minoranza ungherese a Cluj, il 22 dicembre. Essi riaffermarono però la loro fedeltà all'Ungheria.
Il trattato di Versailles riconobbe la validità di queste proclamazioni nell'ambito del diritto all'autodeterminazione dei popoli (vedi i quattordici punti di Woodrow Wilson). L'articolo 259 del medesimo trattato prevedeva tra l'altro che la Germania rinunciasse a tutti i benefici acquisiti attraverso il trattato di Bucarest del 1918.
Il controllo romeno della Transilvania, dove abitavano circa 1.662 000 ungheresi, fu molto mal digerito dalla neonata Ungheria indipendente. Per questo motivo, nel 1919 fu combattuta la guerra ungaro-romena tra la Repubblica Sovietica Ungherese ed il Regno di Romania. Quest'ultimo fu appoggiato dagli eserciti serbo e cecoslovacco, la qual cosa consentì l'assalto all'Ungheria da tutti i lati, e terminò con una parziale occupazione del suo territorio. L'ammiraglio Horthy fu successivamente nominato reggente d'Ungheria dai romeni.

## Analisi militare della campagna

Percentuale di militari uccisi durante la prima guerra mondiale per le Potenze dell'Intesa

Cronologia dei confini della Romania nel periodo 1859-2010

La controffensiva del 1916 fu un'impresa di rilievo da parte dell'esercito tedesco e dei generali Falkenhayn e Mackensen. Sebbene l'esercito romeno abbia conseguito diverse vittorie tattiche durante quell'anno, esse non furono sufficienti ad arrestare l'avanzata delle Potenze Centrali. Le truppe tedesche, in particolare, erano meglio addestrate ed equipaggiate, il che diede loro un vantaggio decisivo in combattimento. Nonostante ciò i tedeschi rappresentarono solo il 22% delle forze delle Potenze Centrali, mentre quelle austro-ungariche erano il 46% e quelle bulgaro-ottomane il 32%.
Alcune fonti sostengono che la Romania entrò in guerra nel momento sbagliato, dato che un'eventuale entrata al fianco degli Alleati nel 1914 o 1915 avrebbe scongiurato la conquista della Serbia. Le stesse fonti sostengono che un'entrata nel 1916 avrebbe permesso il successo dell'offensiva Brusilov, ed individuano nella mutua sfiducia tra Russia e Romania, nonché nella scarsa attitudine delle truppe russe in Dobrugia le cause della sconfitta.
Vincent Esposito sostiene che l'alto comando romeno fece una serie di gravi errori strategici ed operativi:
Militarmente, la strategia romena non avrebbe potuto essere peggiore. Scegliendo la Transilvania come obiettivo iniziale, si trascurò la presenza dell'esercito bulgaro alle proprie spalle. Quando l'avanzata sulle montagne fallì, l'alto comando rifiutò di economizzare le forze su quel fronte per creare una riserva mobile da opporre alle successive offensive di Falkenhayn. Infine, i romeni non concentrarono in alcun luogo le proprie forze, perdendo in potenza di combattimento.
Il fallimento sul fronte romeno da parte dell'Intesa fu anche il risultato di numerosi fattori al di là del controllo romeno. Il fallimento dell'offensiva di Salonicco non consentì alla Romania di raggiungere gli obiettivi di "sicurezza garantita" nei confronti della Bulgaria. Questo risultò essere un decisivo punto debole nei confronti della capacità romena di portare un'efficace offensiva in Transilvania, dato che si rese necessario dirottare una parte delle truppe sul fronte della Dobrugia. Inoltre, i 200 000 soldati russi inizialmente previsti come rinforzi non si materializzarono mai.